# Bahnradsport-Weltmeisterschaften 1960

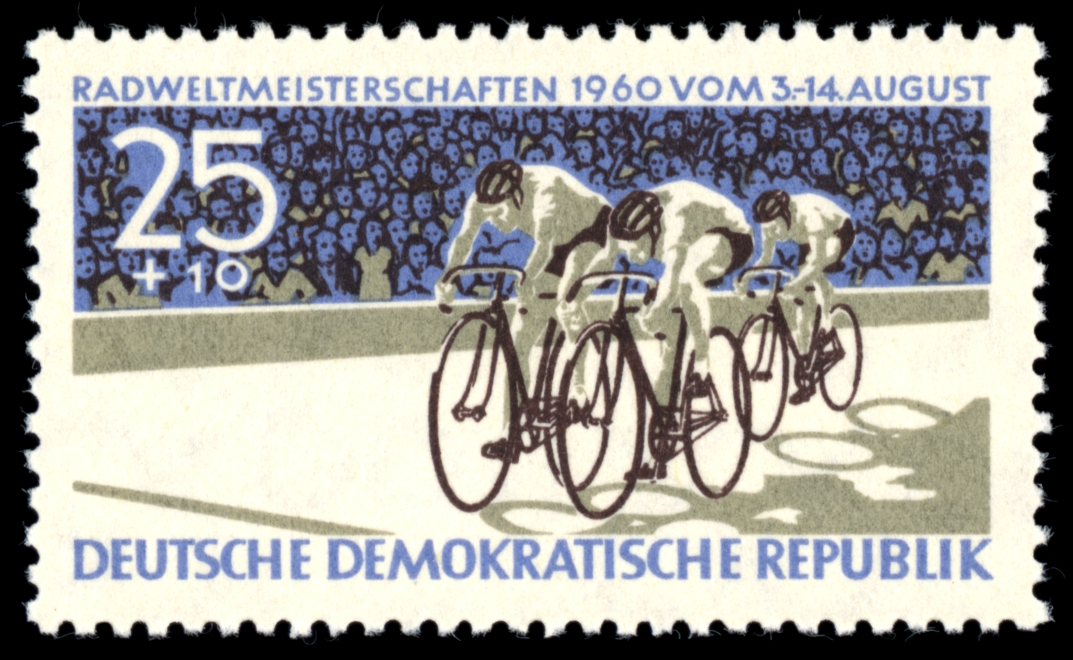
DDR-Briefmarke zu den Weltmeisterschaften

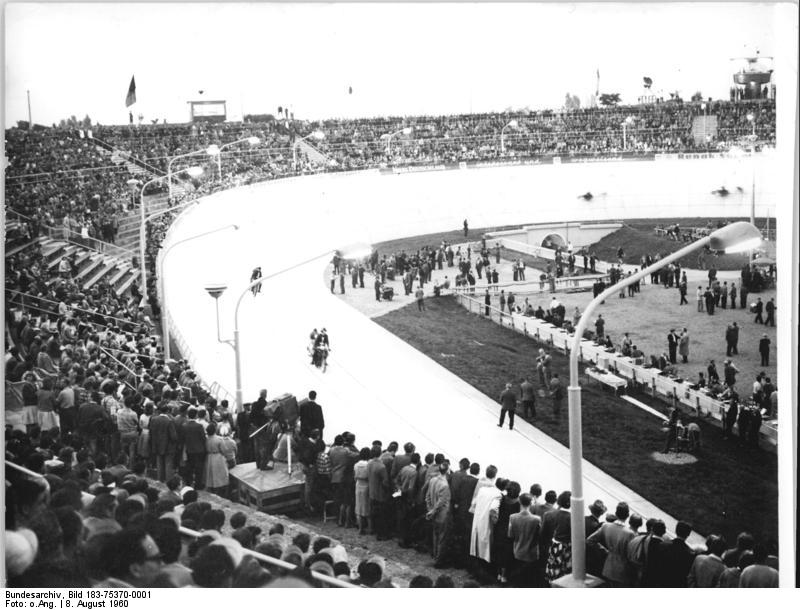
Steher-Rennen bei der Bahn-WM 1960

Die Bahnradsport-Weltmeisterschaften 1960 fanden vom 3. bis 14. August 1960 in Leipzig auf der Alfred-Rosch-Kampfbahn und der Radrennbahn im Sportforum in Karl-Marx-Stadt (heute Chemnitz) (Steherrennen) statt. 34 Nationen waren am Start. Parallel wurden die Straßen-Weltmeisterschaften auf dem Sachsenring ausgetragen. Es waren die ersten, die in der DDR stattfanden.
Der Sprint der Profis war hochkarätig besetzt mit drei Weltmeistern, dem Italiener Antonio Maspes, dem Schweizer Oscar Plattner und dem Niederländer Jan Derksen. Maspes errang seinen vierten Weltmeistertitel vor Plattner, Derksen hingegen musste sich mit dem vierten Platz hinter dem Belgier De Bakker begnügen. In der Einerverfolgung gelang Rudi Altig sein erster WM-Triumph als Profi. Bei den Amateur-Stehern kam es zu einem DDR-Doppelerfolg. Bei den Profis konnte der Mallorquiner Guillermo Timoner vor 20 000 Zuschauern seinen dritten Titel erringen.
Auf dem Programm standen acht Disziplinen, zwei davon für Frauen. Sie nahmen zum dritten Mal an Bahnweltmeisterschaften teil; es waren Fahrerinnen aus sechs Nationen vertreten.
Da es in der Vergangenheit immer wieder zu Verstimmungen wegen vermeintlicher Fehlurteile gekommen war, benutzte man bei der Einerverfolgung erstmals ein neuartiges System von Blitzlampen, die auf Start- und Zielschuss reagierten.

## Resultate

### Frauen
| Disziplin                | Platz | Land                            | Athlet                 |
| ------------------------ | ----- | ------------------------------- | ---------------------- |
| Sprint                   | 1     | Sowjetunion                     | Galina Jermolajewa     |
|                          | 2     | Sowjetunion                     | Walentina Pantilowa    |
|                          | 3     | Vereinigtes Königreich          | Jeanne Dunn            |
| Einerverfolgung (3000 m) | 1     | Vereinigtes Königreich          | Beryl Burton           |
|                          | 2     | Belgien                         | Marie-Thérèse Naessens |
|                          | 3     | Deutsche Demokratische Republik | Andrea Elle            |

### Männer (Profis)

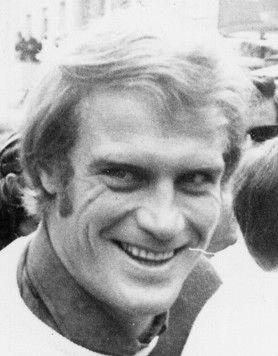
Rudi Altig wurde 1960 Weltmeister in der Einerverfolgung.

| Disziplin                | Platz | Land                       | Athlet                                          |
| ------------------------ | ----- | -------------------------- | ----------------------------------------------- |
| Sprint                   | 1     | Italien                    | Antonio Maspes                                  |
|                          | 2     | Schweiz                    | Oscar Plattner                                  |
|                          | 3     | Belgien                    | Jos De Bakker                                   |
| Einerverfolgung (5000 m) | 1     | Deutschland Bundesrepublik | Rudi Altig                                      |
|                          | 2     | Schweiz                    | Willy Trepp                                     |
|                          | 3     | Italien                    | Ercole Baldini                                  |
| Steherrennen (100 km)    | 1     | Spanien 1945               | Guillermo Timoner (hinter August Meuleman)      |
|                          | 2     | Niederlande                | Martin Wierstra (hinter Felicien Van Ingelghem) |
|                          | 3     | Niederlande                | Norbert Koch (hinter Johannes van Rooy)         |

### Männer (Amateure)
| Disziplin                | Platz | Land                                    | Athlet                                   |
| ------------------------ | ----- | --------------------------------------- | ---------------------------------------- |
| Sprint                   | 1     | Italien                                 | Sante Gaiardoni                          |
|                          | 2     | Belgien                                 | Leo Sterckx                              |
|                          | 3     | Großbritannien                          | David Handley                            |
| Einerverfolgung (4000 m) | 1     | Frankreich                              | Marcel Delattre                          |
|                          | 2     | Niederlande                             | Henk Nijdam                              |
|                          | 3     | Deutschland Demokratische Republik 1949 | Siegfried Köhler                         |
| Steherrennen (1 h)       | 1     | Deutschland Demokratische Republik 1949 | Georg Stoltze (hinter Fritz Erdenberger) |
|                          | 2     | Deutschland Demokratische Republik 1949 | Siegfried Wustrow (hinter Holm Rommel)   |
|                          | 3     | Niederlande                             | Henk Buis (hinter Albertus de Graaf)     |